# Culex bonnei
Culex bonnei är en tvåvingeart som beskrevs av Dyar 1921. Culex bonnei ingår i släktet Culex och familjen stickmyggor. Inga underarter finns listade i Catalogue of Life.